# Proteină globulară

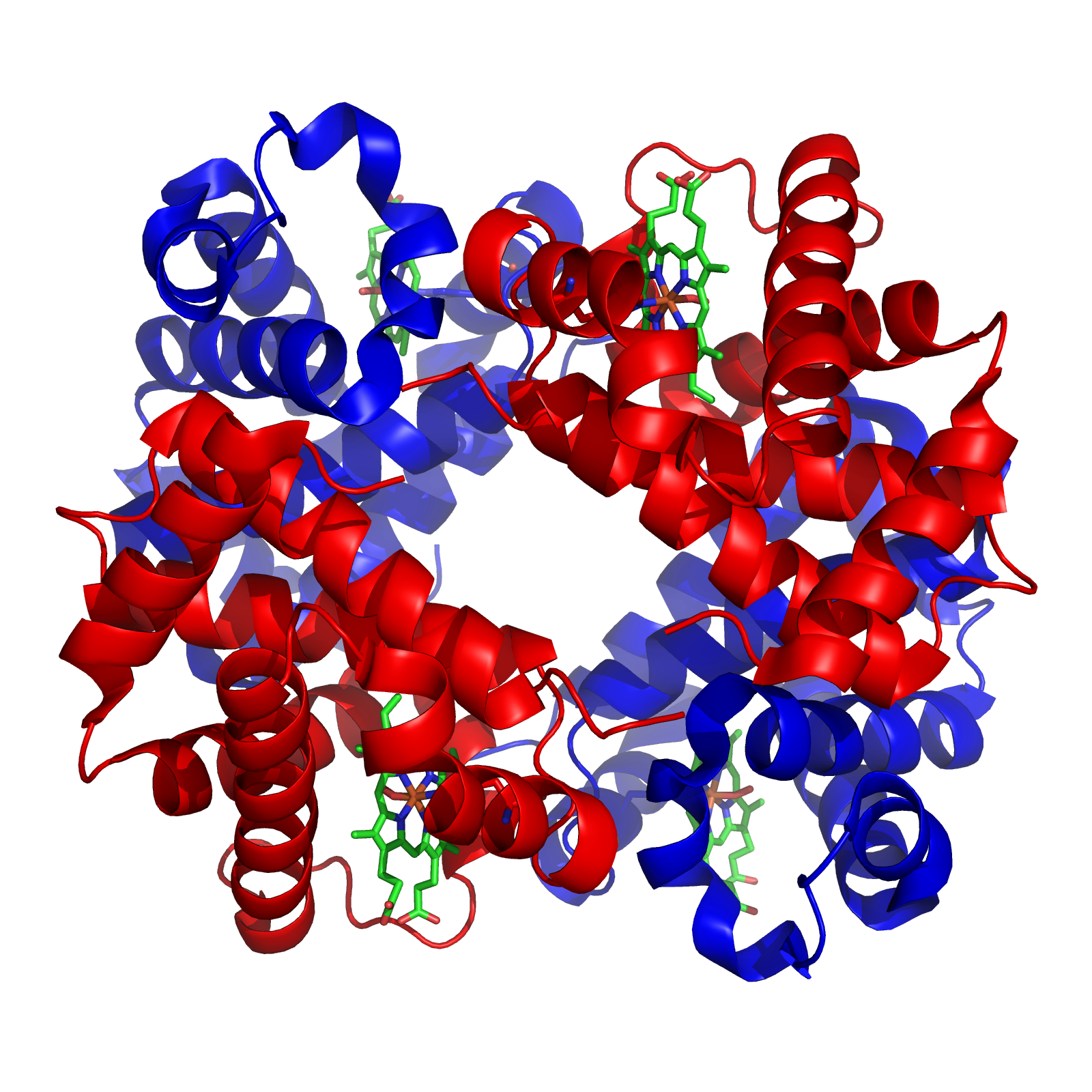
Structura tridimensională a hemoglobinei, un exemplu tipic de proteină globulară

O proteină globulară sau o sferoproteină este o proteină care prezintă o structură sferică. Sferoproteinele reprezintă unul dintre tipurile cele mai comune de proteine, celelalte fiind proteinele fibroase, intrinsec dezordonate și membranare. Proteinele globulare sunt oarecum solubile în apă (formează coloizi în apă), spre deosebire de proteinele fibroase sau membranare. Există mai multe clase de pliere a proteinelor globulare, deoarece există multe arhitecturi diferite care se pot plia astfel încât să poată forma o structură aproximativ sferică. Termenul de globină face referire mai precis la proteinele care includ pliul globinei.